# Erling Christensen
Erling Christensen (født 4. februar 1942 i Åbybro) er en dansk forhenværende politiker (Socialdemokratiet) som var medlem af Folketinget fra 1987 til 2001 og i en kortere periode i 2002. Han var borgmester i Årslev Kommune fra 1978 til 1987 og kommitteret for Hjemmeværnet fra 2001 til 2004.

## Uddannelse og erhverv
Christensen blev født  i 1942 i Åbybro hvor han også gik i folkeskole og realskole. Han gik på Nørresundby Handelsskole fra 1958 til 60 og er uddannet lærer fra Hjørring Seminarium 1966. Christensen underviste på Bøgehøjskolen i Årslev på Fyn fra 1967.

## Politisk karriere
Fra 1974 til 1987 var Christensen medlem af kommunalbestyrelses i Årslev Kommune, heraf som borgmester fra 1978 til 1987. Han blev folketingskandidat i 1986 i Kertemindekredsen og fra 1987 i Odense Vestkredsen. Christensen blev første valgt til Folketinget ved Folketingsvalget i 1987 og sad i Folketing fra 8. september 1987 til 20. november 2001. I 2002 var han også midlertidigt medlem af Folketinget som stedfortræder for Lotte Bundsgaard fra 12. marts til 22. maj. Fra 2001 til 2004 var han udnævnt til kommitteret for Hjemmeværnet, den øverste civile leder i Hjemmeværnet.